# Агсу
Агсу (азерб. Ağsu) — місто (до 1967 р. селище), центр Агсуського району Азербайджану. Розташований на р. Агсу, у 35 км на північний схід від залізничної станції Кюрдамир, на шосе Євлах — Баку.
Є молочний завод та асфальтозавод.

## Клімат
Місто знаходиться у зоні, котра характеризується вологим континентальним кліматом зі спекотним літом. Найтепліший місяць — липень із середньою температурою 25.3 °C (77.5 °F). Найхолодніший місяць — січень, із середньою температурою 2 °С (35.6 °F).
| Клімат Агсу             | Клімат Агсу | Клімат Агсу | Клімат Агсу | Клімат Агсу | Клімат Агсу | Клімат Агсу | Клімат Агсу | Клімат Агсу | Клімат Агсу | Клімат Агсу | Клімат Агсу | Клімат Агсу | Клімат Агсу |
| Показник                | Січ.        | Лют.        | Бер.        | Квіт.       | Трав.       | Черв.       | Лип.        | Серп.       | Вер.        | Жовт.       | Лист.       | Груд.       | Рік         |
| Середня температура, °C | 2           | 2,5         | 6,2         | 12,9        | 17,6        | 22,2        | 25,3        | 24,4        | 20,5        | 14,1        | 9           | 4,1         | 13,4        |
| Норма опадів, мм        | 33          | 38.9        | 51.4        | 53.7        | 53          | 45.2        | 20.4        | 23.2        | 38.3        | 61.4        | 39          | 34.2        | 491.7       |
| Днів з опадами          | 7,1         | 8,1         | 9,2         | 6,7         | 7,6         | 5           | 3           | 3           | 4,7         | 7,8         | 6,9         | 6,6         | 75,7        |
| Вологість повітря, %    | 76.8        | 79.3        | 75.4        | 66.3        | 64.6        | 59.2        | 55.3        | 58.3        | 66.1        | 75.9        | 70.5        | 73.6        | 68.4        |
| ----------------------- | ----------- | ----------- | ----------- | ----------- | ----------- | ----------- | ----------- | ----------- | ----------- | ----------- | ----------- | ----------- | ----------- |
| Джерело: Weatherbase    |             |             |             |             |             |             |             |             |             |             |             |             |             |